# 張辟彊
張 辟彊（ちょう へききょう、紀元前203年? - ?）は、前漢初期の人。前漢の三傑の一人で元勲でもあった留文成侯張良の少子である。兄に張不疑がいる。

## 略歴
彼は張良の子の中でも聡明で機転が優れていた。張辟彊に関しては、次のような逸話が記されている。
紀元前188年に恵帝が崩御し、その葬儀に参列していたが、呂后（呂雉）がわが子の死にただ哭くだけで、涙を流さない理由について、当時、左丞相兼護軍中尉だった陳平に、「呂后がわが子の死に涙を流さないのは、実家の呂氏一門で朝廷の実権を握れるかどうか懸念しているので気もそぞろなのです。ですから、この際は呂后の甥の呂産・呂禄、そして従孫（呂産の実兄の呂台の庶長子）の呂通ら呂氏一門を全て要職につかせれば、漢朝の安泰を考えると尤（もっと）もで、最善法だと私は思われます。さすれば呂后も安堵なされましょう…」と、わずか15歳の少年とは思えないほどの意見を述べた。
陳平も「それは君の父君の進言でもあるな」と笑いながら、張辟彊の聡明さに感嘆して、その事項を呂后に進言した。呂后は張辟彊の予想通り安堵し、やっとわが子の死に涙を流した。
その後の張辟彊の事項は一切不明だが、官職は侍中まで昇ったと記されている。